# افرکا (استان ووتسکی)
افرکا (استان ووتسکی) (به لهستانی:  Afryka) یک روستا در لهستان است که در گمینا ژارنوو واقع شده‌است. افرکا ۴۱ نفر جمعیت دارد.